# 8TV (Malaysia)
8TV è una rete televisiva malaysiana, proprietà di Media Prima Berhad.